# Semilouki
Semilouki (en russe : Семилуки) est une ville de l'oblast de Voronej, en Russie, et le centre administratif du raïon de Semilouki. Sa population s'élevait à 27 036 habitants en 2020.

## Géographie
Semilouki est située sur la rive gauche du Don, à 10 km au nord-est de Voronej.

## Histoire
Semilouki se développa à partir de 1894 près de la gare ferroviaire « Semilouki », nommée ainsi d'après le nom du village voisin. En 1929, fut construite une usine de matériaux ininflammables (JSC « Usine de réfractaire Semiloukski » sur le maps.google.ru). En 1931, Semilouki devint le centre administratif du raïon de Semilouki et accéda l'année suivante au statut de commune urbaine. Pendant la Seconde Guerre mondiale, Semilouki fut occupée par l'Allemagne nazie de juillet 1942 au 25 janvier 1943 et détruite à 90 pour cent pendant la guerre. Pendant six mois, la ligne de front passa tout près. Elle a le statut de ville depuis 1954.

## Population
Recensements ou estimations de la population
| 1939* | 1959*  | 1970*  | 1979*  | 1989*  | 2002*  |
| ----- | ------ | ------ | ------ | ------ | ------ |
| 7 300 | 13 323 | 18 221 | 20 243 | 21 650 | 25 559 |

| 2010*  | 2012   | 2013   | 2014   | 2015   | 2016   |
| ------ | ------ | ------ | ------ | ------ | ------ |
| 26 023 | 26 027 | 26 391 | 26 505 | 26 617 | 26 721 |

| 2017   | 2018   | 2019   | 2020   | - | - |
| ------ | ------ | ------ | ------ | - | - |
| 26 797 | 26 732 | 26 805 | 27 036 | - | - |

## Personnalités
- Alexandre Tkatchev (1957-), gymnaste, double champion olympique.

## Visite virtuelle de Semilouk i
Feuille de route

marqué:

1. SBERBANK Bureau toutes les

2. Bureau de poste russe Semilouki tous

Disposent d'un positionnement orienté le point de départ de surface A = 51.69963,39.017926 maps.google.ru

adresse du projet